# Ben Youngs

a Compétitions nationales et continentales officielles uniquement.

b Matchs officiels uniquement.
Dernière mise à jour le 15 juin 2025.
Ben Youngs, né le 5 septembre 1989 à Cawston (Angleterre), est un joueur international anglais de rugby à XV, qui joue au poste de demi de mêlée avec les Leicester Tigers depuis 2006.
Son frère ainé, Tom Youngs, est également un joueur international anglais de rugby à XV.

## Biographie
Ben Youngs est le fils de Nick Youngs (en), demi de mêlée pour Leicester et l'Angleterre, et le frère de Tom Youngs, talonneur, également international évoluant dans le même club. Dans sa jeunesse, il connaît des difficultés à l'école en raison d'une dyslexie. Il est marié et a un fils.
Il remporte le grand chelem dans le Tournoi des Six Nations des moins de 20 ans 2008 avec l'équipe d'Angleterre. Il est remplaçant lors du dernier match contre l'Irlande, où il rentre à la place de Joe Simpson.
Il honore sa première cape le 13 mars 2010 contre l'Écosse. Le 22 août 2011, il est retenu par Martin Johnson dans la liste des trente joueurs qui disputent la coupe du monde de rugby à XV 2011.
Il marque son premier essai en coupe du monde contre l'Argentine et débloque ainsi son équipe le 10 septembre 2011.
Il est sélectionné par Warren Gatland pour participer avec les Lions britanniques et irlandais à leur tournée de 2013 en Australie. Il est également sélectionné par Stuart Lancaster pour participer à la Coupe du monde 2015 en Angleterre, durant laquelle il dispute trois matchs.
En 2017, il renonce à la tournée des Lions britanniques et irlandais en Nouvelle-Zélande pour des raisons familiales. Il est remplacé par Greig Laidlaw.
En juillet 2019, il est sélectionné en équipe nationale pour préparer la Coupe du monde 2019.
En 2020-2021, il entre en jeu à la place de Richard Wigglesworth pour la finale du Challenge européen opposant les Tigers à Montpellier. Les Français l'emportent sur le score de 17-18,.
Durant la saison 2021-2022, Leicester est éliminé en quarts de finale de la Coupe d'Europe par les Irlandais du Leinster. Cependant en championnat, le club se qualifie jusqu'en finale où il affronte les Saracens. Pour cette rencontre, Ben Youngs débute sur le banc des remplaçants avant d'entrer en jeu en seconde période à la place de Richard Wigglesworth. Son équipe s'impose en toute fin de match grâce à un drop de Freddie Burns.
Fin juin 2023, il est sélectionné avec le XV de la Rose par Steve Borthwick dans un groupe de 41 joueurs pour les matchs de préparation à la Coupe du monde 2023,. Quelques semaines plus tard, il est retenu dans le groupe final pour participer au Mondial,.
En 2024-2025, il perd la finale du championnat d'Angleterre face à Bath Rugby sur le score de 23 à 21. Il s'agit du dernier match de sa carrière, puisqu'il prend sa retraite sportive à l'issue de cette saison.

## Statistiques en équipe nationale
- 127 sélections
- 100 points (20 essais)
- Sélections par années : 7 en 2010, 10 en 2011, 11 en 2012, 7 en 2013, 8 en 2014, 10 en 2015, 13 en 2016, 8 en 2017, 9 en 2018, 12 en 2019, 9 en 2020, 8 en 2021, 9 en 2022, 5 en 2023.
- Tournoi des Six Nations disputés : 2010, 2011, 2012, 2013, 2015 , 2016, 2017, 2018, 2019, 2020, 2021, 2022, 2023.

En Coupe du monde : 
- 2011 : 5 sélections (Argentine, Géorgie, Roumanie, Écosse, France), 2 essais contre l'Argentine et la Roumanie
- 2015 : 3 sélections (Fidji, Pays de Galles, Australie)
- 2019 : 6 sélections (Tonga, États-Unis, Argentine, Australie, Nouvelle-Zélande et Afrique du Sud), 1 essai contre l'Argentine

## Palmarès

### En club
- Leicester Tigers
  - Vainqueur du championnat d'Angleterre en 2007, 2009, 2010, 2013 et 2022.
  - Finaliste du championnat d'Angleterre en 2008, 2011, 2012 et 2025.
  - Vainqueur de la coupe anglo-galloise en 2007.
  - Finaliste de la coupe anglo-galloise en 2008.
  - Finaliste du Challenge européen en 2021.

### En équipe nationale
- Angleterre -20
  - Finaliste du Championnat du monde junior de rugby à XV en 2008 et 2009.

- Angleterre
  - Vainqueur du Tournoi des Six Nations en 2011, 2016 (Grand Chelem), 2017 et 2020.
  - Vainqueur de la Triple Couronne en 2016 et 2020.
  - Finaliste de la Coupe du monde en 2019.
  - Vainqueur de la Coupe d'automne des nations en 2020.
  - Troisième de la Coupe du monde en 2023.

#### Tournoi des Six Nations
| Édition                      | Rang | Résultats Angleterre | Résultats Youngs | Matchs Youngs |
| ---------------------------- | ---- | -------------------- | ---------------- | ------------- |
| Tournoi des Six Nations 2010 | 3    | 2 v, 1 n, 2 d        | 0 v, 1 n, 1 d    | 2/5           |
| Tournoi des Six Nations 2011 | 1    | 4 v, 0 n, 1 d        | 4 v, 0 n, 1 d    | 5/5           |
| Tournoi des Six Nations 2012 | 2    | 4 v, 0n, 1 d         | 4 v, 0n, 1 d     | 5/5           |
| Tournoi des Six Nations 2013 | 2    | 4 v, 0n, 1 d         | 4 v, 0n, 1 d     | 5/5           |
| Tournoi des Six Nations 2015 | 2    | 4 v, 0n, 1 d         | 4 v, 0n, 1 d     | 5/5           |
| Tournoi des Six Nations 2016 | 1    | 5 v, 0 n, 0 d        | 5 v, 0 n, 0 d    | 5/5           |
| Tournoi des Six Nations 2017 | 1    | 4 v, 0 n, 1 d        | 4 v, 0 n, 1 d    | 5/5           |
| Tournoi des Six Nations 2018 | 5    | 2 v, 0 n, 3 d        | 2 v, 0 n, 3 d    | 5/5           |
| Tournoi des Six Nations 2019 | 2    | 3 v, 1 n, 1 d        | 3 v, 1 n, 1 d    | 5/5           |
| Tournoi des Six Nations 2020 | 1    | 4 v, 0 n, 1 d        | 4 v, 0 n, 1 d    | 5/5           |
| Tournoi des Six Nations 2021 | 5    | 2 v, 0 n, 3 d        | 2 v, 0 n, 3 d    | 5/5           |
| Tournoi des Six Nations 2022 | 3    | 2 v, 0 n, 3 d        | 2 v, 0 n, 3 d    | 5/5           |
| Tournoi des Six Nations 2023 | 4    | 2 v, 0 n, 3 d        | 0 v, 0 n, 1 d    | 1/5           |

Légende : v = victoire ; n = match nul ; d = défaite ; la ligne est en gras quand il y a Grand Chelem.

#### Coupe du monde
| Édition               | Rang               | Résultats Angleterre | Résultats Youngs | Matchs Youngs |
| --------------------- | ------------------ | -------------------- | ---------------- | ------------- |
| Nouvelle-Zélande 2011 | Quart de finaliste | 4 v, 0 n, 1 d        | 4 v, 0 n, 1 d    | 5/5           |
| Angleterre 2015       | Premier tour       | 2 v, 0 n, 2 d        | 1 v, 0 n, 2 d    | 3/4           |
| Japon 2019            | Finaliste          | 5 v, 0 n, 1 d        | 5 v, 0 n, 1 d    | 6/6           |